# Pont-Saint-Martin (Olaszország)
 Pont-Saint-Martin  Olaszország Valle d’Aosta régiójának egy községe.

## Földrajza

Pont-Saint-Martin község Valle d'Aosta térképén

Pont-Saint-Martin Torino. felől érkezve Valle d’Aosta első települése. A Dora Baltea. szeli keresztül. A vele szomszédos települések: Carema (Torino megye), Donnas és Perloz.

## Látnivalók
- Fontaney temploma;

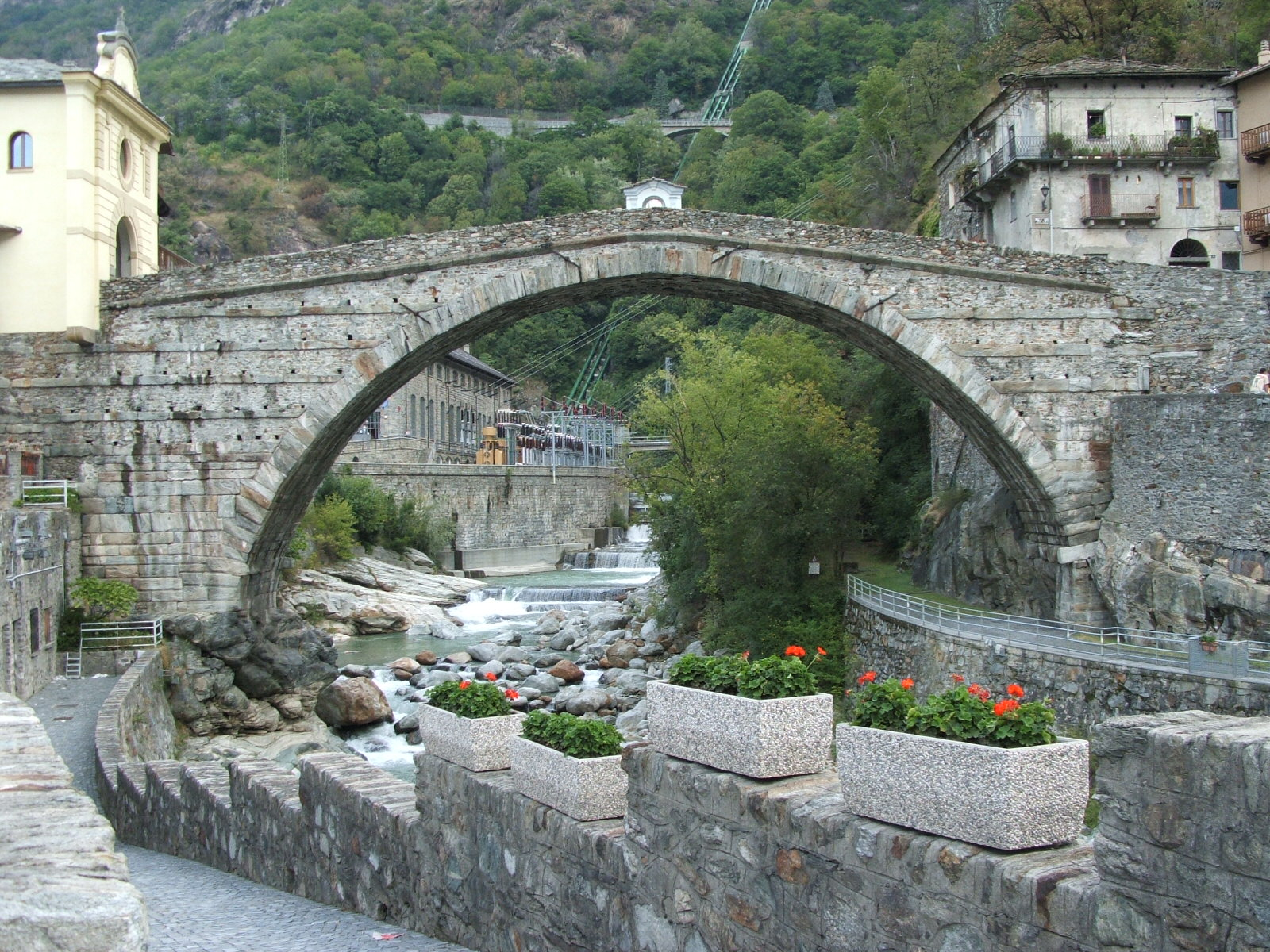
A római híd

- A Baraing-kastély, az azonos nevű család birtoka
- Pont-Saint-Martin kastélyának romjai
- A Suzey-kastély

### A római híd
A legfontosabb látnivaló  a római kori híd, amelyet Toursi Szent Mártonnak szenteltek, és amelyről a  község a nevét is kapta. A Kr. e. I. sz-ban épült . 31 méter hosszú és 23 méter magas.